# 김학동
김학동(金學東, 1963년 3월 2일~)은 대한민국의 정치인이다. 제37·38대 경상북도 예천군수(민선 7·8기)이다. 2018년 제7회 전국동시지방선거에서 예천군수에 당선되었으며, 2022년 6월 지선에서 무투표로 재선되었다. 경상북도 예천군 출생이다.

## 학력
- 보문국민학교 졸업
- 대창중학교 졸업
- 대창고등학교 졸업
- 연세대학교 독어독문학과 졸업

## 경력
- 1989~1997: 입시학원 영어강사
- 1998~2007: 입시학원(푸른학원) 이사장
- 2007~2009: 고양시 학원연합회 회장
- 2007~2008: 일산경찰서 보안협의회 위원
- 2008~2009: 고양지검 범죄피해자 지원센터 위원
- 2007~2009: 고려대학교 교육대학원 평생교육최고위과정 총교우회 회장
- 2007~2009: 연세대학교 동문회 고양지회 수석부회장
- 2009~: 사)한국청소년문화연합 부총재
- 한나라당 경상북도당 홍보위원회 부위원장
- 예천경제인포럼 상임부회장
- 2012~2013: 예천경제인포럼 대표이사
- 2012: 새누리당 대통령후보 국민소통본부 예천군 회장
- 2014~2016: 새누리당 중앙위원회 경북연합회 회장
- 2016: 4.3총선국회의원 예천군선대위 총괄본부장
- 2017: 자유한국당 대통령후보 선대위 경북직능위원회 부위원장
- 2017: 자유한국당 경상북도당 상임부위원장
- 2018.07~: 제37·38대 경상북도 예천군수(재선, 민선 7·8기)

## 전과
- 학원의설립·운영에관한법률위반: 벌금 2,000,000원 - 1999년 5월 7일 선고[1]
- 도로교통법위반(음주운전): 벌금 1,500,000원 - 2006년 12월 5일 선고[1]

## 역대 선거 결과
|  | 32.38% |

|  | 53.28% |

|  | 0% |